# حمام سردشت
حمام سردشت (بالفارسية: حمام سردشت) هو حمام تاريخي يعود إلى القاجاريون، ويقع في سردشت.